# Peaches
Мелир Бет Нискер (енгл. Merrill Beth Nisker) познатија као Peaches 11. новембра 1966. у Торонту, Канада) је електроклеш музичар/уметник. Њене песме су углавном повезане са сексом. До 2005, Пичез је живела и радила у Берлину, али сада каријеру гради у Лос Анђелесу. Пре него што је постала „Пичез“, Мерил је радила као учитељица у основној школи и као библиотекарка. Инструменталну музику у својим песмама сама ради и сама продуцира својим песама. Музика који Пичез пише је преокупирама на полни идентитет. Текстови њених песама и уживо наступа приказују нејасну разлику између мушкараца и жена.